# Караван-сарай царевны Текле
Караван-сарай царевны Текле — торгово-гостиничное сооружение в Тбилиси, в историческом районе Старый город, улица Коте Абхази (д. 40), улица Сиони (д. 13). Памятник архитектуры.

## История
Построен на месте старого Царского караван-сарая, известного с 1672 года. Современное название по имени дочери царя Ираклия II.
Перестроенный в 1870-е годы, комплекс имел 62 гостиничных номера, в нём работали более 30 магазинов и мастерских.
В настоящее время в одном из корпусов комплекса разместилась Тбилисская духовная семинария.